# Fethullah Gülen
Fethullah Gülen, turški klerik, bivši imam in pridigar, * 27. april 1941, Erzurum, † 20. oktober 2024, Pensilvanija, ZDA. 
Je ustanovitelj Gulenističnega gibanja, ki ga med drugim Turčija, Pakistan, OIC ter deloma Rusija, smatrajo kot teroristično organizacijo, katero nosi njegovo ime. Od leta 1999 živi v Pensilvaniyi, ZDA. 
Od 28. oktobra 2016 je s strani Turčije postavljen na listo najbolj iskanih teroristov. 
Obtožen je vodstva poskusa državnega udara 15. julija 2016 v Turčiji ter posledično vzpostavljanja celic in mrež v vojski, policiji, sodstvu in šolstvu z namenom nadzora in vplivanja na oblasti.

## Življenjepis
Gülen se je rodil v vasi Korucuk blizu Erzuruma v Turčiji. Njegov oče Ramiz Gülen je bil imam. Od malih nog je bil deležen neformalne islamske izobrazbe. Pridigati je začel že pri štirinajstih. Nanj so večinoma vplivale ideje klerika Saida Nursija in srednjeveškega islamskega misleca Mevlane Jalal ad-Dina Rumija. Pozneje se je iz rojstenga mesta odselil v Izmir, kjer je med letoma 1988 in 1991 imel vrsto pridig v mošejah in je intenzivno začel zbirati lastne privržence. Leta 1994 je sodeloval pri ustanovitvi Fundacije novinarjev in pisateljev ter postal njen častni predsednik.
Leta 1998 so stekli prvi sodni procesi proti njemu, zaradi suma propagande radikalnega islama in nezakonitih dejanj rekrutiranja javnih uslužbencev, dijakov in študentov ter nastavljanja ljudi v državne službe z namenom vplivanja na državne oblasti. Gülen se je nato sprva zaradi zdravstvenih težav preselil v ZDA, v Turčijo pa se potem ni vrnil, ker se je odločil ostati v ZDA in se tako izognil sodnim procesom.

## Ideje in projekti Fethullaha Gülena

### Dialog med verami
Kot eden prvih islamskih verskih avtoritet se je Fethullah Gülen zavzemal za intenzivnejše medreligijsko sodelovanje ter za dialog med verami in se je s tem namenom velikokrat sestajal s papežem. Sam se v svojem nauku osredotoča na islamsko duhovnost (na Zahodu znano kot sufizem).

### Terorizem
Gülen uradno sicer zavrača vse vrste terorizma in svari pred samovoljnim nasiljem in napadi na civiliste, ki jih terorizem prinaša, saj je to v nasprotju s temeljnimi načeli spoštovanja človeškega življenja in stvarstva in temu tako ni mesta v islamu. Kot eden izmed prvih islamskih voditeljev, je tudi obsodil teroristične napade 11. septembra 2001. Je tudi mnenja, da je bil islam ugrabljen s strani teroristov, ki trdijo da so muslimani in da tako ravnajo na podlagi svojega verskega prepričanja.
Fethullah Gülen je sicer sam osumljen vodstva klerikalne teroristične organizacije, znane kot FETÖ, ki se zavzema za vzpostavljanje lastnih mrež in celic v vladnih organizacijah ter kritičnih državnih točkah in sicer oboroženih silah, policiji in celo državnemu vrhu samem. Najhujše dejanje te organizacije je bilo na dan 15. julija 2016, ko se je FETÖ celica vzpostavljena v turški vojski uprla in poskusila izvesti državni udar z namenom prevzetja oblasti in je bilo pri tem s strani pučistov ubito 205 ljudi. Na podlagi tega tudi Turčija zahteva njegovo izročitev a Gülen svojo vpletenost vztrajno zavrača ter trdi, da se zavzema za Demokracijo, kot eno izmed prvin Islama.

### Drugi projekti civilne družbe
Med druge projekte, katerih glavni sponzor je Fethullah Gülen, spadajo še humanitarne organizacije, društva za trajnostni razvoj in organizacije medijev, profesionalna združenja, zdravstvene in edukacijske ustanove.

## Gulenistično gibanje, teroristična dejanja ter poskus državnega udara v Turčiji 2016
Gibanje Gülen je gibanje civilne družbe, ki ga je sam ustanovil in sicer z namenom "služenju skupnemu dobremu" 
Privržence je začel rekrutirati v osemdesetih letih dvajsetega stoletja in je sprva pritegnilo veliko število podpornikov v Turčiji kot tudi v centralni Aziji, pa tudi na drugih koncih sveta, kjer s humanitarnimi organizacijami, še posebej edukacijskimi ustanovami rekrutirajo nove privržence, še posebej mlade ljudi. 
Kljub navidenzni miroljubnosti gibanja se širi veliko obtožb in špekulacij o zlonamernosti gibanja, ki se kažejo v nastavljanju lastnih privržencev v državne službe in prizadevanju, da bi imeli vpliv nad vojsko, policijo, političnimi strankami in celo sodstvu in je bilo na ta račun gibanje vpleteno v vrsto škandalov v Turčiji, kjer je bilo z goljufijo nastavljenih veliko privržencev gibanja v vrste vojske, policije ter sodstva ter z uporabo ponarejenih dokazov, medijev ter sodstva, izvajalo montirane sodne procese za izvajanje čistk sekularnih turških častnikov iz vojske, da bi se ti potm nadomestili z ljudmi iz vrst "gulenistov". Podobno se je dogajalo v policiji, šolstvu ter sodstvu.
Organizacija je tudi dokazano osumljena terorističnih dejanj, med katerimi je glavno dejanje, poskus državnega udara 15. julija 2016, ko so pučisti bili v večini gulenisti. Navodila za državni udar naj bi dal sam Gülen, Ubitih je bilo 205 ljudi, večinoma civilisti.
Fethullah Gülenu je zaradi sumov terorizma tudi odvzeto turško državljanstvo.

## Publikacije
Fethullah Gülen je avtor več kot šestdesetih knjig in mnogih člankov o celi vrsti tem (socialna, politična in verska vprašanja, umetnost, znanost in šport), Ima pa tudi več tisoč avdio in videokaset svojih predavanj. Je pisec v številnih revijah in časopisih. Številne od njegovih knjig so prevedene tudi v tuje jezike.

## Vpliv
Fethullah Gülen se je leta 2008 uvrstil v sam vrh Ankete o 100 najpomembnejših javnih intelektualcev, ki jo objavlja revija Foreign Policy. 
Fethullah Gülen je bil v reviji Time izbran med 100 najbolj vplivnih osebnosti leta 2013. Uvrščen je tudi na seznam 500 najvplivnejših muslimanov, ki jo je objavil Kraljevi center za islamske strateške študije v Jordaniji.